# تراكم رأس المال

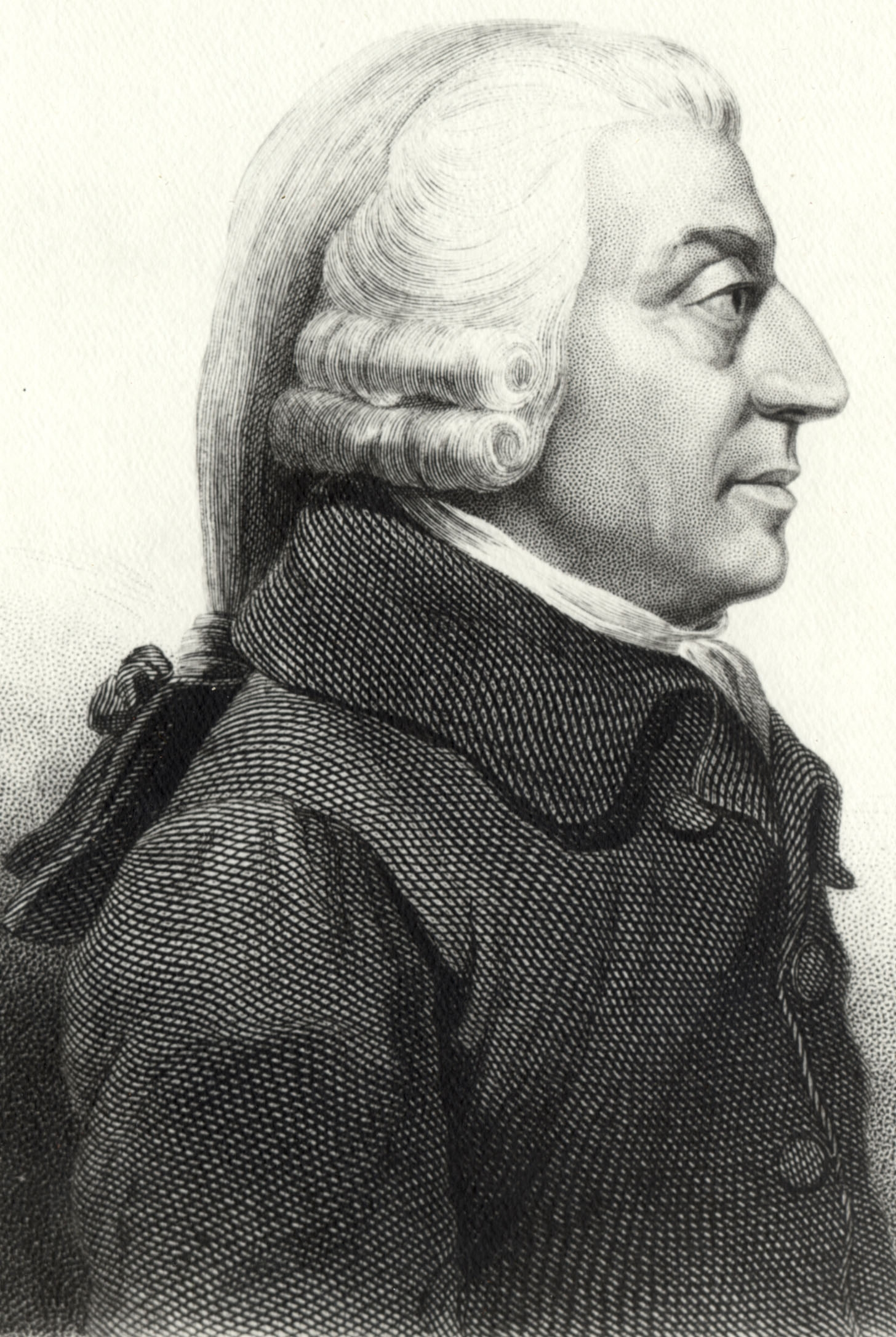

يُعد تراكم رأس المال الديناميكية التي تحفز السعي وراء الربح، من خلال استثمار المال أو أي أصل مالي بهدف زيادة القيمة النقدية الأولية لذلك الأصل كعائد مالي سواء في شكل ربح أو إيجار أو فائدة أو إتاوات أو مكاسب رأسمالية. يهدف تراكم رأس المال إلى إنشاء رؤوس أموال جديدة ثابتة وعاملة، وتوسيع رؤوس الأموال القائمة وتحديثها، وتنمية الأساس المادي للأنشطة الاجتماعية الثقافية، فضلًا عن تكوين الموارد اللازمة للاحتياطي والتأمين. تشكل عملية تراكم رأس المال الأساس الذي تقوم عليه الرأسمالية، وهي واحدة من السمات المميزة للنظام الاقتصادي الرأسمالي.

## تعريف
يخضع تعريف تراكم رأس المال للجدل والغموض، وذلك لأنه يمكن أن يشير إلى ما يلي:
- إضافة صافية للثروة الموجودة
- إعادة توزيع الثروة.

في أغلب الأحيان، يشتمل تراكم رأس المال على الإضافة الصافية للثروة وإعادة توزيعها، ما قد يثير سؤال؛ مَن المستفيد الأكبر منها حقًا؟ إذا أنتِجت الثروة أكثر مما كانت عليه من قبل، فهذا يعني أن المجتمع يصبح أكثر ثراءً، إذ يزداد المخزون الإجمالي للثروة. لكن إذا كان البعض فقط يراكم رأس المال على حساب الآخرين، فإن الثروة تنتقل من مكان لآخر فحسب. من الممكن أيضًا أن يراكم البعض رأس المال بسرعة أكبر من غيرهم. عندما يحظى شخص ما بالثراء على حساب شخص آخر في ظروف يعتبرها القانون غير عادلة، يُسمى ذلك الإثراء غير العادل. من حيث المبدأ، يمكن أن يراكم عدد قليل من الأشخاص أو المنظمات رأس المال ويزدادوا ثراءً، على الرغم من تناقص مخزون ثروة المجتمع الإجمالي.
في الاقتصاد والمحاسبة، كثيرًا ما يتساوى تراكم رأس المال مع استثمار الدخل أو المدخرات، لا سيما في السلع الرأسمالية الحقيقية. يشكل تركيز رأس المال ومركزيته نتيجةً لهذا التراكم.
يشير تراكم رأس المال عادة إلى ما يلي:
- الاستثمار الحقيقي في وسائل الإنتاج الملموسة، مثل عمليات الاستحواذ والبحث والتطوير، وما إلى ذلك، التي يمكن أن تزيد من تدفق رأس المال.
- الاستثمار في الأصول المالية الممثلة على الورق، أو تحقيق الربح أو الفائدة أو الإيجار أو عوائد الملكية الفكرية (الإتاوات) أو الرسوم أو المكاسب الرأسمالية.
- الاستثمار في الأصول المادية غير المنتجة مثل العقارات السكنية أو الأعمال الفنية التي تقدَر قيمتها.

وبالتوسعة إلى:
- رأس المال البشري، أي التعليم والتدريب الجديدين يزيدان من مهارات القوى العاملة (المحتملة) التي يمكن أن تزيد الإيرادات من العمل.
- رأس المال الاجتماعي، أي الثروة والسعة الإنتاجية التي يشترك فيها الأشخاص في مجتمع ما، بدلًا من أن يكون أفرادًا أو شركات.

إلى آخر ذلك.
عادة ما يكون تراكم رأس المال المالي وغير المالي مطلوبًا لتحقيق النمو الاقتصادي، لأن الإنتاج الإضافي يتطلب عادةً أموالًا إضافية لتوسيع حجم الإنتاج. يمكن أيضًا أن تعمل منظمات الإنتاج الأكثر ذكاءً وإنتاجية على زيادة الإنتاج دون زيادة رأس المال. من الممكن خلق رأس المال دون زيادة الاستثمار من خلال الاختراعات أو المنظمات المحسنة التي تعمل على زيادة الإنتاجية، واكتشافات أصول جديدة (النفط، والذهب، والمعادن، إلى آخر ذلك)، وبيع العقارات، إلى آخر ذلك.
في الاقتصاد الكلي الحديث وفي الاقتصاد القياسي، كثيرًا ما يستخدم مصطلح تكوين رأس المال تفضيلًا على «التراكم»، رغم أن مؤتمر الأمم المتحدة للتجارة والتنمية (الأونكتاد) يشير في الوقت الحاضر إلى «التراكم». يُستخدم المصطلح أحيانًا في الحسابات القومية.

### قياس التراكم
يمكن قياس التراكم مثل القيمة النقدية للاستثمارات، أو مقدار الدخل الذي يعاد استثماره، أو مثل التغير في قيمة الأصول المملوكة (الزيادة في قيمة المخزون الرأسمالي). باستخدام قوائم الميزانية العمومية للشركات والبيانات الضريبية والاستقصاءات المباشرة كأساس، يُقدر الإحصائيون الحكوميون مجموع الاستثمارات والأصول لأغراض الحسابات القومية، وميزان المدفوعات القومي، وتدفق إحصاءات الأموال. عادةً، تقدم البنوك الاحتياطية (البنك المركزي) والخزانة تفسيرات وتحليلات لهذه البيانات. تشمل المؤشرات القياسية تكوين رأس المال، وتكوين رأس المال الثابت الإجمالي، ورأس المال الثابت، وثروة أصول الأسر، والاستثمار المباشر الأجنبي.
استخدمت منظمات مثل صندوق النقد الدولي، والأونكتاد، ومجموعة البنك الدولي، ومنظمة التعاون الاقتصادي والتنمية، وبنك التسويات الدولية؛ بيانات الاستثمار القومية لتقدير الاتجاهات العالمية. يقدم مكتب التحليل الاقتصادي واليوروستات والمكتب الإحصائي الياباني؛ بيانات عن الولايات المتحدة وأوروبا واليابان على التوالي.
من بين المصادر المفيدة الأخرى للمعلومات الاستثمارية؛ مجلات تجارية مثل فورتشن، فوربس، ذي إيكونوميست، بلومبيرغ بيزنس ويك، وما إلى ذلك، والعديد من منظمات الرقابة التابعة لـ «ووتش دوغ» ومنشورات المنظمات غير الحكومية. من بين الدوريات جيدة السمعة؛ دورية «ريفيو أوف إنكم آند ويلث». في حالة الولايات المتحدة، يوفر مستند «التوقعات التحليلية» (مرفق للميزانية السنوية) تقديرات مفيدة للثروة ورأس المال تنطبق على البلاد بأسرها.

## نماذج النمو المدفوع بالطلب
في الاقتصاد الكلي، باتباع نموذج هارود ودومار، تعتبر نسبة الادخار ({\displaystyle s}) ومعامل رأس المال ({\displaystyle k}) عوامل أساسية للتراكم والنمو، بافتراض أن كل الادخار يُستخدم لتمويل الاستثمار الثابت. تساوي نسبة النمو للمخزون الحقيقي لرأس المال الثابت ({\displaystyle K}):
{\displaystyle {{\Delta K} \over K}={{{\Delta K} \over Y} \over {K \over Y}}={s \over k}}
إذ إن {\displaystyle Y} يساوي الدخل الحقيقي القومي. إذا كانت نسبة رأس المال إلى الناتج أو معامل رأس المال ({\displaystyle k={K \over Y}}) ثابتة، فإن نسبة النمو لـ{\displaystyle Y}  تساوي نسبة النمو لـ {\displaystyle K}. يحدَد ذلك من قبل {\displaystyle s} (نسبة الاستثمار الثابت الصافي أو نسبة الادخار إلى {\displaystyle Y}) و{\displaystyle k}.
يمكن أن توفر الدولة وتستثمر على سبيل المثال 12% من دخلها القومي، ثم إذا كان معامل رأس المال 4:1 (مثلًا يجب استثمار 4 مليارات دولار لزيادة الدخل القومي بمقدار مليار دولار)، فقد يساوي معدل نمو الدخل القومي 3% سنويًا. لكن كما يشير الاقتصاد الكينزي، فإن المدخرات لا تعني الاستثمار تلقائيًا (فقد تكون الأموال السائلة مختزنة على سبيل المثال). قد لا يكون الاستثمار أيضًا استثمارًا في رأس المال الثابت.
إذا افترضنا أن معدل دوران رأس المال المنتِج المستثمَر يظل ثابتًا، فإن نسبة الاستثمار الإجمالي التي تحتفظ فقط بمخزون رأس المال الإجمالي، بدلًا من زيادته، ستزداد عادةً مع زيادة إجمالي المخزون. لا بد أن يرتفع معدل نمو الدخل والاستثمارات الجديدة الصافية، من أجل التعجيل بنمو مخزون رأس المال. ببساطة، كلما ارتفع رأس المال، ازداد حجم رأس المال اللازم للحفاظ على نموه وازداد توسع الأسواق.
يواجه نموذج هارود مشكلة عدم استقرار التوازن الثابت، لأنه إن لم يكن معدل النمو مساويًا لمعدل هارود المضمون، فإن الإنتاج سيميل إلى نقاط طرفية (إنتاج لا نهائي أو معدوم). لا تعاني نماذج كاليكي الجديدة من عدم استقرار هارود، ولكنها لا توفر دينامية متقاربة لمعدل استخدام السعة على نحو فعال لاستخدام السعة المخطط لها. يمنح نموذج مضاعِف سرافا توازنًا ثابتًا ومستقرًا وتقاربًا لاستخدام السعة المخطط لها. يختلف نموذج مضاعف سرافا عن نموذج هارود لأنه يأخذ الاستثمار باعتباره مستحثًا وليس ذاتيًا. تتمثل العناصر الذاتية في هذا النموذج في عدم القدرة الذاتية على خلق النفقات مثل الصادرات واستهلاك الائتمان والإنفاق العام. يحدد معدل نمو هذه النفقات معدل تراكم رأس المال طويل الأجل ونمو المنتجات.